# Chiesa di Santa Chiara (Prato)

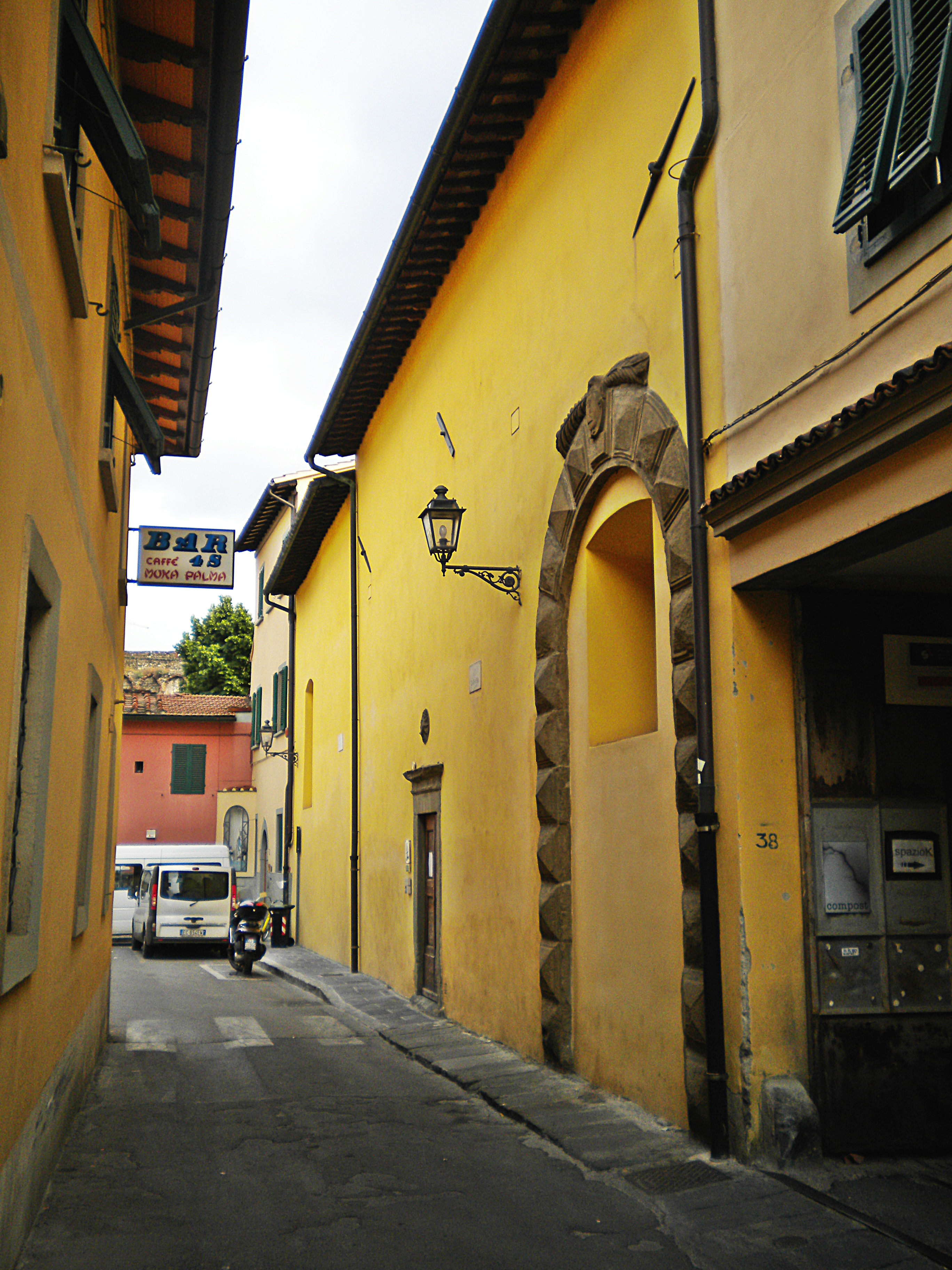
Chiesa di Santa Chiara (Prato)

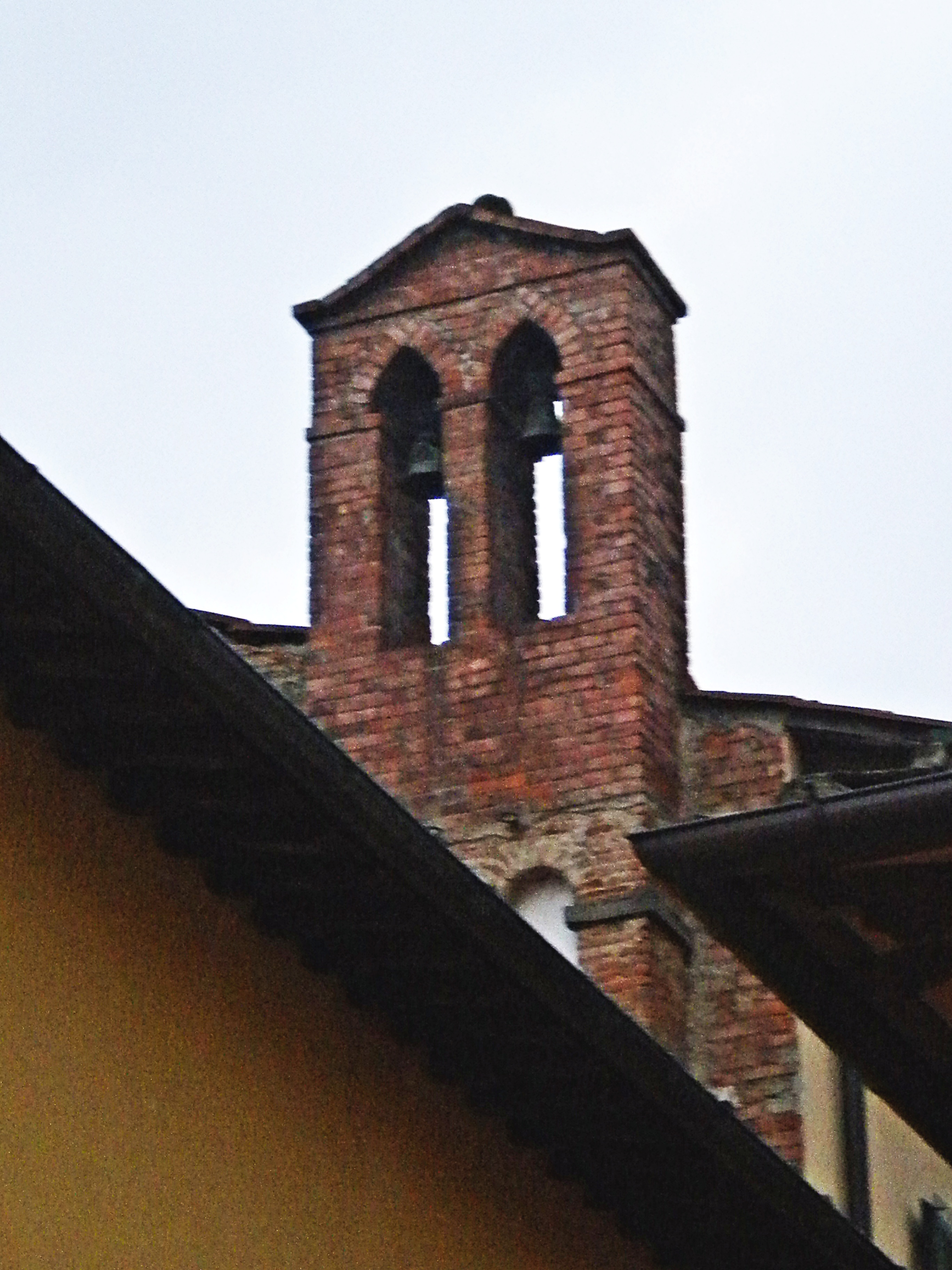
Campanile a vela

La chiesa di Santa Chiara di Prato sorge in via Santa Chiara vicino a piazza San Rocco.

## Storia e descrizione
La chiesa faceva parte dell'ex convento trecentesco di Santa Chiara (in precedenza vi sorgeva lo Spedale di Signorello). Oggi i locali del convento sono occupati dall'Istituto Santa Rita (fondato nel 1934 da Virginia Frosini), centro di aiuto per minori. La chiesa, col fianco sulla piazzetta, fu ristrutturata nel primo Seicento, ad opera di Gherardo Mechini. Utilizzata oggi come cappella e come spazio per manifestazioni culturali, Santa Chiara è stata recentemente restaurata; l'interno conserva resti di affreschi del 1420-1430.

## Altre immagini

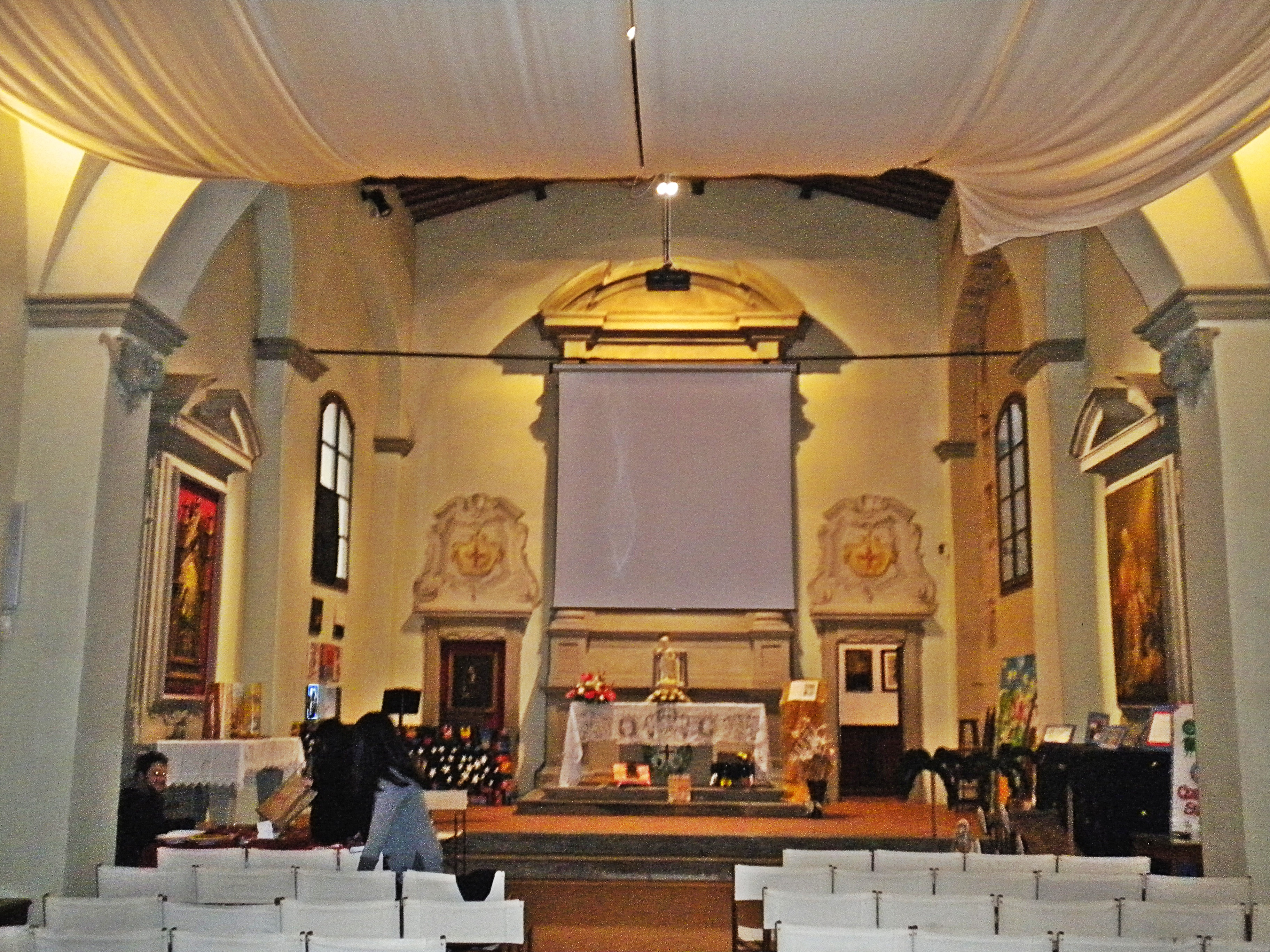
Interno
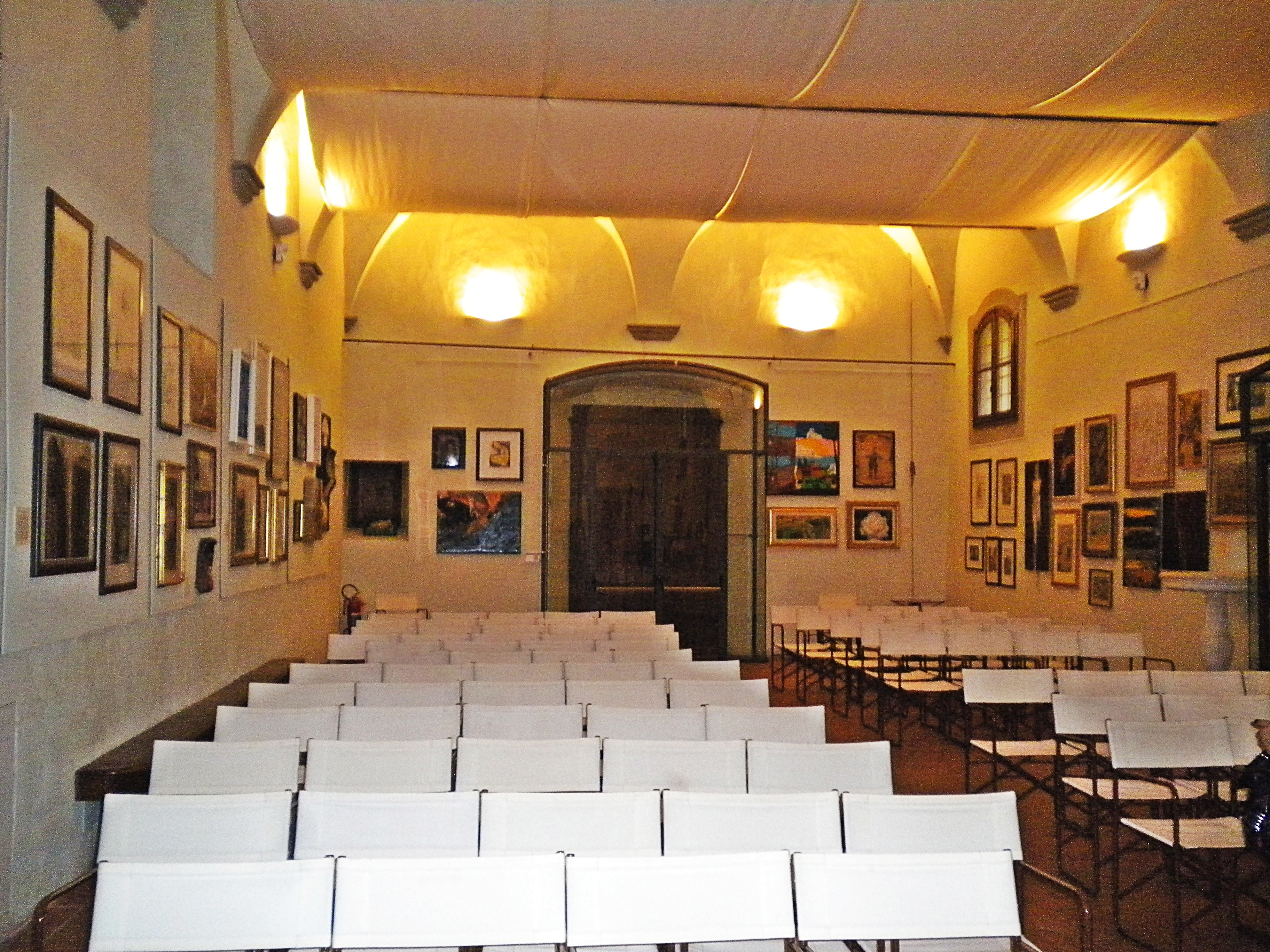
Interno
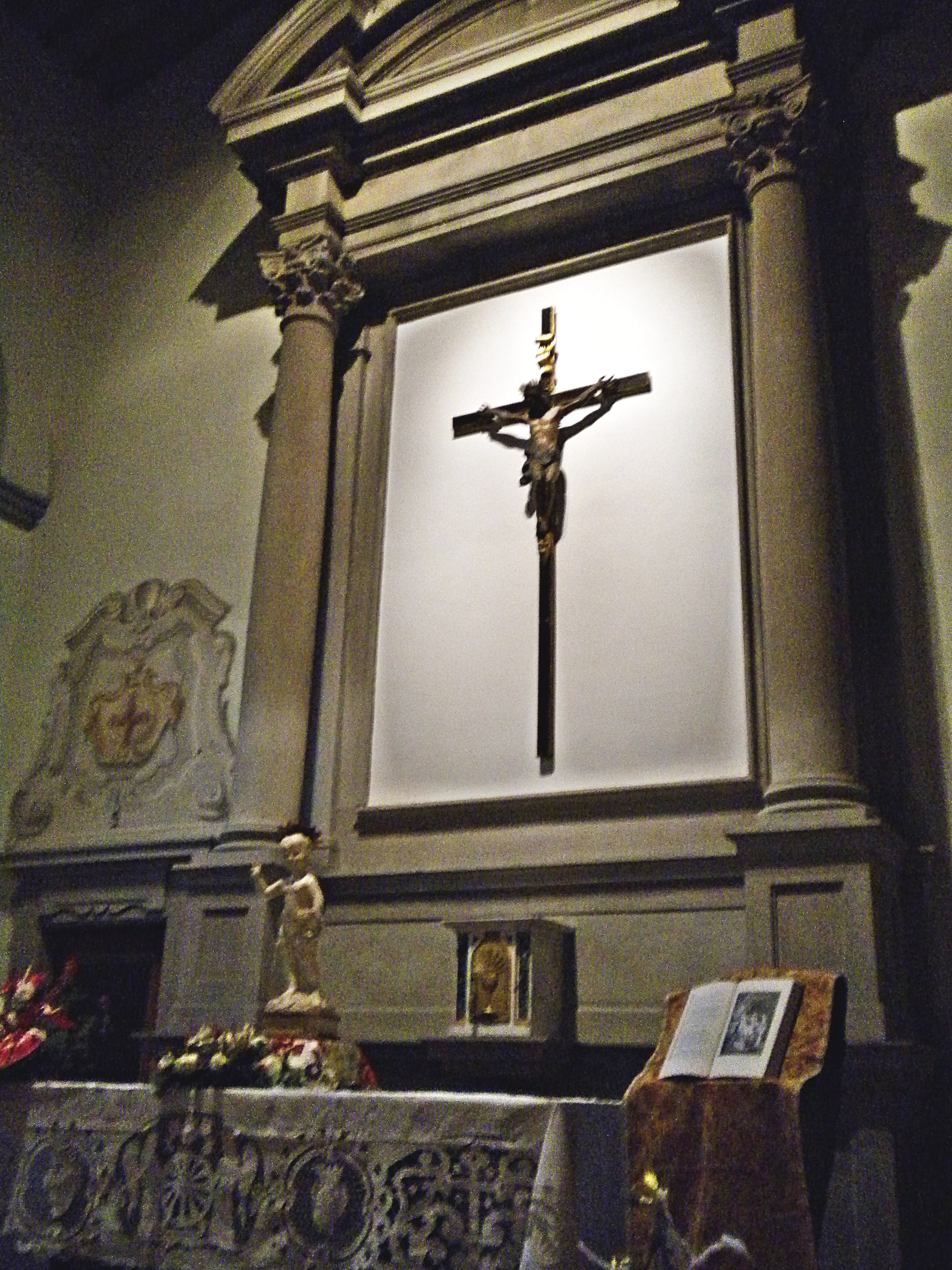
Altare